# Med-arb
Med-arb – pozasądowy tryb rozstrzygania sporów, który obejmuje postępowanie dwuetapowe. Na pierwszym etapie odbywa się postępowanie mediacyjne. Na drugim etapie odbywa się postępowanie arbitrażowe. Do tego ostatniego nie dochodzi tu jednak, ilekroć strony zawrą ugodę w wyniku przeprowadzonej między nimi mediacji. Arbitrem może być tu zarówno dotychczasowy mediator (mediatorzy), jak i inna osoba (osoby).